# Winter Haven
Winter Haven is een plaats (city) in de Amerikaanse staat Florida, en valt bestuurlijk gezien onder Polk County.

## Demografie
Bij de volkstelling in 2000 werd het aantal inwoners vastgesteld op 26.487.
In 2006 is het aantal inwoners door het United States Census Bureau geschat op 30.978, een stijging van 4491 (17,0%).

## Geografie
Volgens het United States Census Bureau beslaat de plaats een oppervlakte van
65,8 km², waarvan 45,8 km² land en 20,0 km² water. Winter Haven ligt op ongeveer 43 m boven zeeniveau.

## Plaatsen in de nabije omgeving
De onderstaande figuur toont nabijgelegen plaatsen in een straal van 8 km rond Winter Haven.

## Geboren in Winter Haven
- Gram Parsons (1946-1973), countryzanger (solo en met o.a. The Byrds, The Flying Burrito Brothers)
- Tommy Ho (1973), tennisser